# كوري ريتشاردز
كوري ريتشاردز (25 سبتمبر 1975 في أستراليا - ) (بالإنجليزية: Corey Richards)‏ هو لاعب كريكت أسترالي. شارك مع منتخب اسكتلندا الوطني للكريكت. أما مع النوادي، فقد لعب مع فريق جنوب ويلز الجديد للكريكت ‏.

## وصلات خارجية
- كوري ريتشاردز على موقع إي آس بي آن كريك إنفو (الإنجليزية)